# بول جورج

بول جورج (بالإنجليزية Paul George) المولود في 2 مايو/أيار 1990 في بالمديل، كاليفورنيا هو لاعب كرة سلة محترف يبلغ طوله مترين و6 سنتيمتر ويلعب كـ Shooting guard و Small forward في فريق لوس انجلوس كليبرز في الرابطة الوطنية لكرة السلة (NBA).
لعب بول جورج في Pete Knight High School وبعد تخرجه، لعب سنتين في فريزنو ستايت (Fresno State) ليلتحق بدوري المحترفين الـNBA عام 2010 وهو في عمر العشرين، ويلعب منذ حينه في الإنديانا بايسرز لابسا الرقم 24.

## روابط خارجية
- بول جورج على موقع IMDb (الإنجليزية)
- بول جورج على موقع الاتحاد الدولي لكرة السلة (الإنجليزية)
- بول جورج على موقع إن بي أي (الإنجليزية)
- بول جورج على موقع سبورتس رفرنس (الإنجليزية)
- بول جورج على موقع كرة السلة الأوروبية.كوم (الإنجليزية)
- بول جورج على موقع DraftExpress.com (الإنجليزية)
- بول جورج على موقع إي إس بي إن.كوم (الإنجليزية)
- بول جورج على موقع كلية كرة السلة في سبورتس رفرنس.كوم (الإنجليزية)
- بول جورج على موقع ريلجم (الإنجليزية)
- بول جورج على موقع بروبوليرز (الإنجليزية)
- بول جورج على موقع سبورتس رفرنس (الإنجليزية)